# Nachal Achin
Nachal Achin (hebrejsky: נחל עכין) je vádí v severním Izraeli, cca 12 kilometrů jihozápadně od břehů Galilejského jezera.
Začíná v nadmořské výšce okolo 200 metrů na jižním okraji horského hřbetu Har Javne'el, respektive jeho nejjižnější části, která bývá někdy zvána Ramat Sirin. Jde o neosídlenou náhorní planinu, jejíž odlesněná vrcholová partie je zemědělsky využívána. K jihu i východu se odtud terén prudce propadá. Vádí směřuje k jihu bezlesou suchou krajinou, míjí lokalitu Churvat Achin (חורבת עכין) a sestupuje do příkopové propadliny řeky Jordán, respektive do soutěsky na dolním toku vádí Nachal Tavor, krátce před jeho vyústěním do údolí Jordánu. Na dně tohoto kaňonu pak Nachal Achin zleva ústí do Nachal Tavor.